# Super Show 8
「Super Junior World Tour - "Super Show 8 : INFINITE TIME"」是Super Junior的第八次巡迴演唱會，2019年10月12日在首爾揭幕。
演唱會總導演銀赫表示，希望成為九輯《Time_Slip》的延續，與等待已久的粉絲繼續共度無限的時間、走無限的路，故以"INFINITE TIME"做為演唱會副標題。
這次巡迴演唱會由利特、藝聲、神童、銀赫、始源、東海、厲旭、圭賢八人參與，也是圭賢退伍、全員服役完畢之後的首次巡迴演唱會，但希澈因身體狀況、晟敏因與粉絲溝通不良遭抵制，強仁已於2019年7月11日宣佈退團，均不參與演出。
因新冠肺炎疫情影響，於3月1號吉隆坡場後的香港場、台灣場、墨西哥場、智利場、秘魯場、杜拜場宣布取消。

## 表演曲目
Opening VCR
- "The Crown"
- "A Man In Love"
- "BONAMANA"
- "Blue World"（韓語版）

First MENT
VCR #1
- "Heads Up"
- "I Think I"
- "Sexy, Free & Single"
- "Mr. Simple"

VCR #2
- "Opera"（韓語版）

VCR #3
- "Love Disease" - Super Junior-K.R.Y.
- "She's gone"
- "My All Is In You"
- "Believe"
- "Somebody New"

Second MENT
- "No Other"

VCR #4
- "Rokuko"
- "Hairspray" - 利特、始源
- Dance Break（Super Junior-K.R.Y.）
- "你的名字" - 神童、銀赫、東海
- "Devil"
- "Happiness"

VCR #5
- "Shirt"
- "Disco Drive"
- "SUPER Clap"

VCR #6
- "Mamacita"
- "Black Suit"
- "Sorry Sorry Answer"
- "Sorry, Sorry"

Encore
- "Show"
- "Too Many Beautiful Girls"

Ending MENT

## 演出日程表
| 日期                  | 城市     | 国家       | 演出地                          |
| --------------------- | -------- | ---------- | ------------------------------- |
| 2019年10月12日        | 首爾     |            | 首爾奧林匹克公園體育場          |
| 2019年10月13日        | 首爾     |            | 首爾奧林匹克公園體育場          |
| 2019年11月2日         | 琦玉     | 日本       | 埼玉超級競技場                  |
| 2019年11月3日         | 琦玉     | 日本       | 埼玉超級競技場                  |
| 2019年11月4日         | 琦玉     | 日本       | 埼玉超級競技場                  |
| 2019年11月23日        | 曼谷     | 泰國       | IMPACT MUANG THONG THANI        |
| 2019年11月24日        | 曼谷     | 泰國       | IMPACT MUANG THONG THANI        |
| 2019年12月15日        | 馬尼拉   | 菲律賓     | 亞洲購物中心體育館              |
| 2020年1月11日         | 雅加達   | 印度尼西亞 | Indonesia Convention Exhibition |
| 2020年1月18日         | 澳門     | 中国       | 澳門東亞運動會體育館            |
| 2020年1月19日         | 澳門     | 中国       | 澳門東亞運動會體育館            |
| 2020年2月7日          | 大阪     | 日本       | 大阪市中央體育館                |
| 2020年2月8日          | 大阪     | 日本       | 大阪市中央體育館                |
| 2020年2月9日          | 大阪     | 日本       | 大阪市中央體育館                |
| 2020年2月15日         | 福岡     | 日本       | 馬林麥瑟福岡會議中心            |
| 2020年2月16日         | 福岡     | 日本       | 馬林麥瑟福岡會議中心            |
| 2020年3月1日（取消）  | 吉隆坡   | 马来西亚   | 吉隆坡亞通室內體育館            |
| 2020年3月28日（取消） | 香港     | 中国       | 亞洲國際博覽館                  |
| 2020年4月3日（取消）  | 台北     | 臺灣       | 台北小巨蛋                      |
| 2020年4月4日（取消）  | 台北     | 臺灣       | 台北小巨蛋                      |
| 2020年4月5日（取消）  | 台北     | 臺灣       | 台北小巨蛋                      |
| 2020年4月19日（取消） | 墨西哥城 | 墨西哥     | 墨西哥城競技場                  |

## 外部連結
-  Super Junior 官方網站（页面存档备份，存于）
- （繁體中文） Super Junior 台灣官方網站（页面存档备份，存于）
- （日語） Super Junior 日本官方網站（页面存档备份，存于）
-  SM Entertainment 官方網站（页面存档备份，存于）